# Personaggi di Guerra e pace

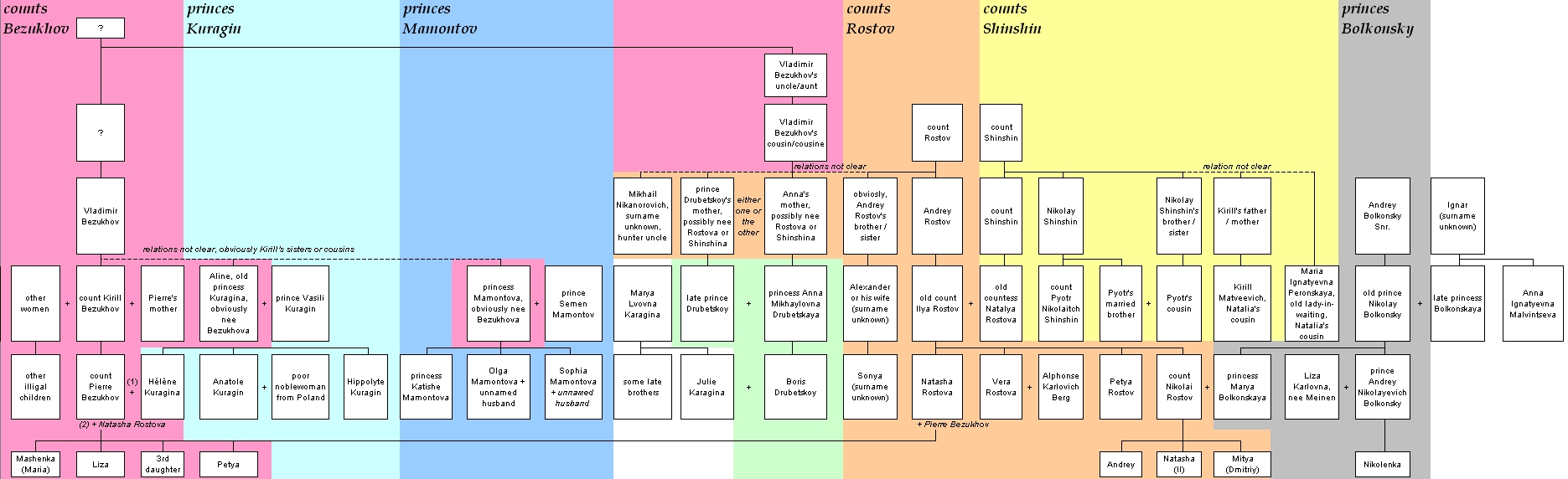
Albero genealogico delle principali famiglie del romanzo

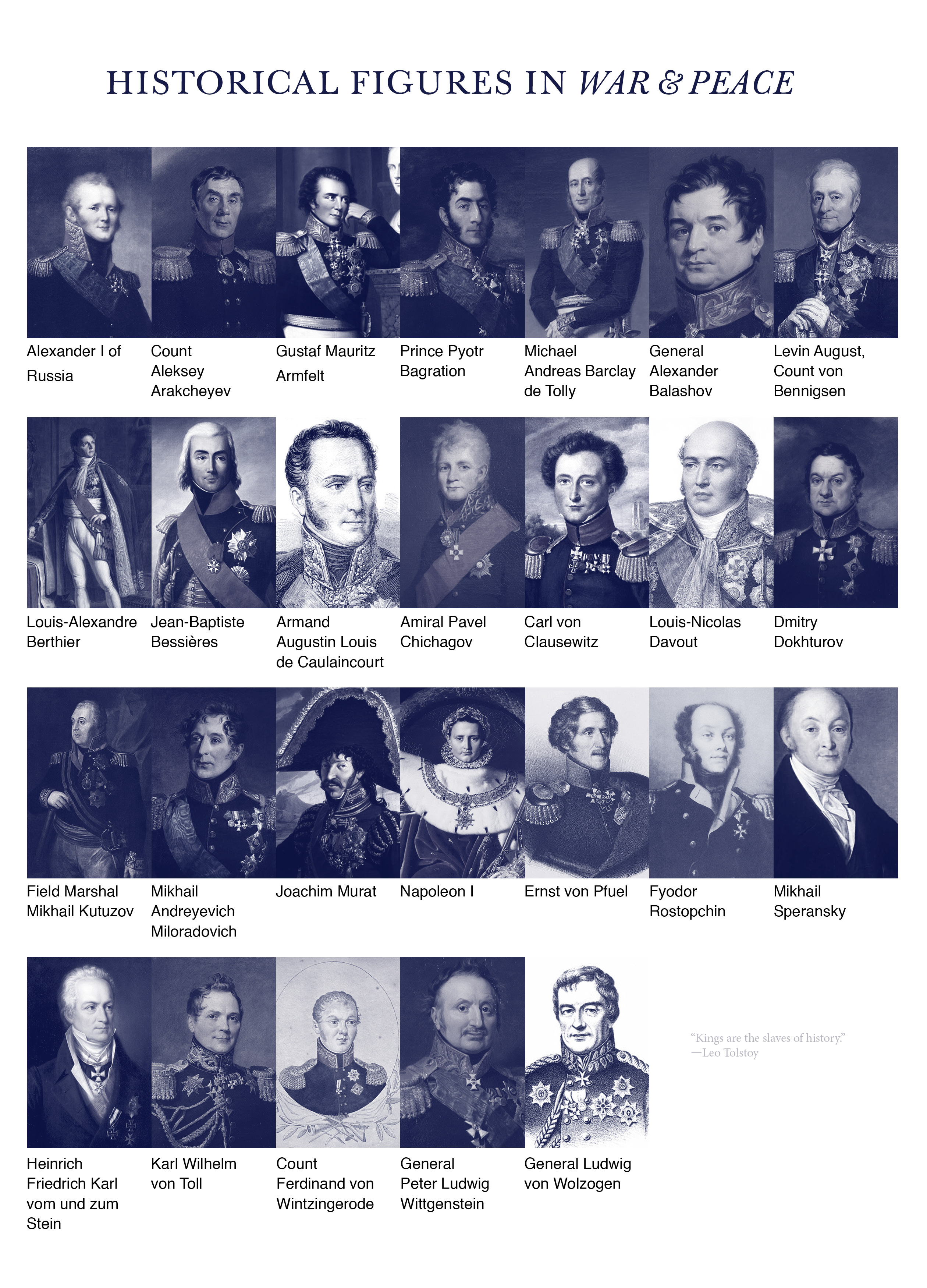
Personaggi storici citati

Questa è una lista di personaggi del romanzo Guerra e pace scritto da Lev Tolstoj e pubblicato nel 1869. Il romanzo comprende circa 580 personaggi, di cui 73 sono ricorrenti più volte. Si noti che, poiché l'opera era originariamente in russo, i nomi di alcuni personaggi sono romanizzati in modi diversi nelle molteplici traduzioni. Inoltre, i personaggi sono listati per cognome.

## Lista

### A
- Stepàn Stepànovich Apràksin – conoscente di Pierre.
- Padre Akìnfij – monaco e confessore di Mar'ja Bolkonskaja.
- Màr’ja (o Màrija) Dmìtrievna Achrosìmova – parente del conte Il'ja Rostòv e sensale. Rigorosa ma rispettata e ammirata.
- Aleksàndr Pàvlovič Romànov (Zar Alessandro I di Russia: 1777-1825) – imperatore liberale all'inizio del suo regno, ma gradualmente più conservatore.[7]
- Elizavèta Aleksèevna – imperatrice di Russia.
- Jàkov Alpàtyč – servitore e direttore immobiliare del principe Nikolaj Bolkonskij.
- Aleksèj Andrèevič Arakčèev (1769-1834) – severo ministro della guerra nel 1809; crudele ma codardo; ex ministro della guerra nel 1812[8] e uomo di fiducia dello zar Alessandro I.

### B
- Karl Gustav Von Baggovut (1761-1812) – generale russo, ucciso a Tarutino.
- Pëtr Ivànovič Bagratiòn (1765-1812) – generale russo, considerato "eroe degli eroi" da Tolstoj.[9] È un personaggio modesto, educato, ma molto forte. Combatté i francesi in un'azione di retroguardia vicino a Schoengraben nel 1805, proteggendo Kutuzov. Comandante di un esercito nel 1812, ucciso a Borodino[10].
- Balàga – pilota di troika per Anatole Kuragin.
- Aleksàndr Dmìtrievič Balašòv  – aiutante generale al servizio dello Zar.
- Andreas Barclay de Tolly (1761-1818) – maresciallo appartenente a famiglia principesca, comandante anziano delle forze russe nel 1812 fino alla sua sostituzione con Kutuzov.
- Barthélemy – il secondo inviato inviato senza successo da Napoleone per negoziare la pace con l'imperatore Alessandro.[11]
- Iosìf (o Osìp) Aleksèevič Basdèev – benefattore di Pierre, che lo introdusse alla massoneria.
- Sòf’ja Davìdovna [Basdèeva] – moglie di Basdeev.
- Makàr Aleksèevič Basdèev  – fratello del precedente.
- Monsieur de Beausset – prefetto del palazzo di Napoleone[12].
- Belliard – generale dell'esercito francese a Borodino.
- Levin August Theophil von Bennigsen (1745-1826) – leader tedesco della Russia a Eylau (in cui riportò un pareggio con le forze francesi) e a Friedland (sconfitta decisiva). Fu inoltre comandante anziano nel 1812.
- Al’fons Kàrlyč Berg - tenente tedesco, marito di Vera Rostova.
- Louis Alexandre Berthier (1753-1815) - comandante di stato maggiore di Napoleone
- Kirìll Vladìmirovič Bezùchov (anche Conte Bezuchov) – padre di Pierre e aristocratico molto ricco che servì alla corte di Caterina II.
- Pëtr Kirìllovič Bezùchov (Pierre) – figlio illegittimo del conte Bezuchov. Un uomo libero di pensare, a volte spericolato, capace di azioni decisive e di grandi dimostrazioni di forza di volontà quando le circostanze lo richiedono. Eredita la fortuna del conte Bezuchov, in seguito diventa massone e progetta di assassinare Napoleone. Marito di Hélène Kuragina e, dopo la sua morte, di Nataša Rostova. Uno dei protagonisti del romanzo e, secondo alcuni, alter ego dello stesso Tolstoj.[13]
- Bilìbin – diplomatico russo in Austria. Appare nel volume I, parte II, capitolo 10. Intrattiene il principe Andrej Bolkonskij durante il soggiorno del principe a Brno per informare il governo austriaco delle vittorie russe.
- Bìckij – fa visita al principe Andrei per informarlo di ciò che ha sentito alla Duma di Stato, uomo molto volubile di Pietroburgo che cambia "le opinioni politiche come i suoi vestiti"[14].
- Màr’ja Bogdànovna – ostetrica che frequenta la principessa Lisa Bolkonskaa.
- Bolchovìtinov  – messaggero da Dolochov a Kutuzov, nell'ottobre 1812.
- Andrèj Nikolaèvič Bolkònskij – figlio del principe Nikolaj Bolkonskij. Soldato coraggioso (a volte arrogante) che diventa cinico nelle guerre napoleoniche. Controparte di Pierre, nonché stimato aiutante di Kutuzov nel 1805. Sposato con Lisa Bolkonskaja, padre del giovane principe Nikolaj Bolkonskij, e successivamente fidanzato con Nataša Rostova.
- Lisavèta Kàrlovna Bolkònskaja (Lisa o Lise) – nata Meinena. Moglie di Andrej Bolkonskij. Chiamata anche "piccola principessa", ama conversare in francese.
- Màr’ja (o Màrija) Nikolàevna Bolkònskaja – donna passionale, poco attraente, che lotta tra gli obblighi della sua religione e i propri desideri, ritenuta troppo avanti con i tempi. Mar'ja vive con suo padre nella sua tenuta, Lysye Gory. È soggetta al programma e agli standard che lei ritiene "fastidiosi e senza scrupoli" del padre. Alla fine sposa il conte Nikolaj Rostov.
- Nikolàj Andrèevič Bolkònskij – padre del principe Andrej Bolkonskij, di carattere autoritario e burbero, conduce una vita operosa e abitudinaria isolata nella sua tenuta lontano dalla vita di corte, dove incute timore a tutti e dove si occupa in modo eccessivamente esigente dell'istruzione della figlia Màrija.
- Nikolàj Andrèevič Bolkònskij – figlio del principe Andrej Bolkonskj (con lo stesso nome del nonno).
- Napoleone Bonaparte (1769-1821) – Il "Grande Uomo, rovinato da grandi errori."[15][16][17]
- Vincent Bosse - batterista francese, catturato da Denisov.
- Amàl’ja Kàrlovna (mademoiselle Bourienne) – orfana e compagna francese della principessa Mar'ja Bolkonskaja.
- Jean-Baptiste Broussier (1766-1814) – comandante di divisione francese.
- Capitano Bròzin – ufficiale dell'esercito russo a Tarutino.
- Agrafèna Ivànovna Belòva – una vicina di campagna del Rostov.

### C
- Generale Campan – generale napoleonico al comando di una divisione di 30 cannoni. Nel corso della battaglia di Borodino che propone di attaccare le fleche russe, ma con scarso successo. Apparso nel libro 10, capitolo 27.[18]
- Armand Augustin Louis de Caulaincourt (1723-1823) – ambasciatore francese in Russia.
- Generale Čatròv - vecchio compagno d'armi del principe Nikolaj Bolkonskij.
- Pàvel Vasìl'evič Čičàgov (1767–1849)  – comandante militare e navale russo delle guerre napoleoniche, celebre per la partecipazione alla battaglia della Beresina, in cui, nonostante la situazione favorevole, non riuscì a bloccare con il suo esercito i resti della Grande Armata di Napoleone.
- Carl von Clausewitz (1780-1831) – Uno dei due ufficiali di stato maggiore tedeschi, al servizio della Russia, che passano davanti al principe Andrei la notte della vigilia della battaglia di Borodino (l'altro è Wolzogen).
- Adam Jerzy Czartoryski (1770-1861) – Ministro degli affari esteri di stampo progressista, celebre in patria per l'alleanza con Giorgio III.

### D
- Danìlo – cacciatore di Nikolaj Rostov.
- Louis Nicolas Davout (1770-1823) – Maresciallo francese, di cui si enfatizza la crudeltà con il soprannome di "Maresciallo di ferro", nonostante ciò molto valevole in battaglia.
- Vasìlij Dmìtrič Denìsov (Vàs'ka) – ufficiale militare russo, amico di Nikolaj Rostov. Uno dei preferiti dalla critica[19], non riesce a pronunciare la r, quasi come un accento russo con l'inglese.[20] Alla fine diventa un generale delle truppe partigiane durante la ritirata francese da Mosca. Nel corso del romanzo chiede, senza successo, la mano di Nataša Rostova.
- Monsieur Dessalles – insegnante svizzero per il giovane principe Nikolaj Bolkonskij.
- Lelorme d'Ideville – interprete.
- Dimmler – musicista in casa Rostov.
- Dmìtrij Onùfrič – avvocato di famiglia del conte Bezuchov.
- Dmìtri Vasìl'evič (Mìten'ka) – account manager dei Rostov.
- Pëtr Petrovič Dolgorukov (1777-1806) – generale russo.
- Dmìtrij Sergèevič Dochtùrov (1756-1816) – uno dei personaggi usati da Tolstoj come portavoce per esprimere la sua disillusione per la tendenza degli storici ad attribuire il corso degli eventi alla volontà di alcune figure iconiche, spesso eroiche, nonostante il fatto che più oscure ma personaggi forse ugualmente influenti hanno contribuito al risultato finale. Sebbene ciò non venga citato, ha giocato un ruolo decisivo ad Austerlitz, Smolensk, Borodino e Maley Yaroslavetz.
- Fëdor Ivànovič Dolòchov (Fèdja) – capo partigiano nel 1812 valoroso in battaglia. Uomo freddo, è un noto duellante e bevitore, ma si prende cura della famiglia svantaggiata. In un duello con Pierre viene quasi ucciso. Si diceva che avesse una relazione con Hélène Bezuchova. Chiede senza successo la mano Son'ja. Principali fonte d'ispirazione per il personaggio furono il conte Fëdor Ivanovič Tolstoj, (noto anche come l'americano), Rufin Dorokhov (amico di Lermontov, ucciso durante la guerra del Caucaso) e il famoso capo partigiano colonnello Alexandre Figner. In seguito partecipa ad attacchi di guerriglia contro i francesi in ritirata[21].
- Mar'ja Ivànovna Dolòchovaja – madre di Fëdor Dolochov.
- Dron Zachàryč (Drònuška) – Starosta del villaggio di Bogučàrovo.
- Anna Michàjlovna Drubeckàja – Amica e cugina della contessa Rostova e parente del conte Kirill Bezuchov, una delle persone più ricche dell'impero russo. Sebbene fosse all'apparenza una vedova anziana e povera, era in realtà una principessa decaduta, appartenente ad una delle famiglie aristocratiche della Russia. Accesa sostenitrice del figlio Boris, che cerca di riscattare la gloria perduta.
- Borìs Drubeckòj – ambizioso figlio della principessa Anna Michàjlovna e figlioccio del vecchio e ricco conte Kirill Bezuchov, di cui spera di ottenere l'eredità. Ufficiale dell'esercito; combatte ad Austerlitz e in seguito sposa Julie Karagina, diventando così ricco. Amico d'infanzia della contessa Rostova.
- Dunjàša – serva della contessa Rostova.

### E
- Eichen - ufficiale di Stato Maggiore a Tarutino.

### F
- Colonnello Fabvier – militare dell'esercito francese in Spagna.
- Feoktìst - famoso capo chef del Club inglese.
- Marija Fëdorovna (1759-1828) – imperatrice vedova di Russia.
- Ferdinando Carlo Giuseppe d'Austria-Este (1754-1806) – arciduca comandante dell'esercito austriaco.
- Filìpp - valletto del principe Nikolaj Bolkonskij.
- Francesco I d'Austria (1768-1835), primo imperatore d'Austria. Conservatore, fiero avversario napoleonico dopo la rottura del matrimonio di quest'ultimo con la figlia Maria Luisa e conseguentemente tra i membri della Santa Alleanza.
- Barone de Funke, uno dei primi personaggi che compaiono nel romanzo; all'inizio lo si accusa di raccomandazione all'imperatrice per il posto di ambasciatore russo a Vienna.

### G
- Borìs Vladìmirovič Golìcyn (1769-1813) – nobile che ha assunto un precettore per istruirlo in russo, poiché il francese, la lingua fino ad allora usata negli ambienti aristocratici, si è identificato con il nemico.
- Gavrìlo – valletto, secondo Tolstoj di proporzioni abnormi, al servizio Màr’ja Dmìtrievna Achrosìmova.
- Geràsim – servo di Basdeev.
- Gervais – associato di Speranskij.
- Glìnka - editore del Messaggero russo.
- Grekòv – comandante di due reggimenti di cosacchi sotto Orlov-Denisov a Taratino. Inizialmente combattente francese sotto Marat.

### H
- Màr'ja Heinrìchovna – moglie del medico del reggimento dell'esercito russo
- Chvòstikov - amico di Anatole Kuragin, giocatore di carte, un tempo ricopriva l'incarico piccolo funzionario. Uno dei due testimoni al falso matrimonio.

### I
- Il'in – giovane ufficiale dell'esercito, amico di Nikolaj Rostov.
- Iògel – maestro di ballo e celebre organizzatore di sontuosi eventi a Mosca.
- Michaìl Ivànovič – architetto taciturno alle dipendenze del principe Nikolaj Bolkonskij.

### J
- Julner – colonnello nell'armata napoleonica.

### K
- Julie Karàgina - ricca ereditiera e amica di Mar'ja Bolkonskaja. Sposata con Boris Drubeckoj.
- Màr’ja Lvòvna Karàgina – madre di Julie.
- Platòn Karatàev – rappresenta la figura dell'uomo comune, legato alla terra e a un'idea pura di Dio che è chiamato a combattere. Ha una forte influenza su Pierre Bezuchov durante il suo periodo come prigioniero di guerra, e lo aiuterà a sciogliere il "nodo della vita". Ucciso dai francesi per non essere stati in grado di tenere il passo. Tra i più celebri non-protagonisti del romanzo, figura di stereotipo.
- Carlo d'Austria (1771-1847) – arciduca detto anche "il duca di Wellington austriaco",  riusciva a riportare la vittoria di fronte a una sconfitta data ormai quasi per certa.
- Andrèj Sergèič Kajsàrov – fratello di Paìsij Kajsàrov.
- Paìsij Sergèič Kajsàrov (1783-1844) – aiutante di Kutuzov nella battaglia di Borodino.
- Kirsten - Staff-Captain che è elencato come molto onorevole e orgoglioso del suo reggimento. Si dice sia stato retrocesso due volte per "affari d'onore" e stato reintegrato due volte al suo rango attuale.
- Kočubèj – socio di Andrej Bolkonskij a San Pietroburgo.
- Komaròv – cosacco con Petja Rostov nelle forze irregolari.
- Kondràt’evna  – anziana domestica della famiglia Rostov.
- Pëtr Petròvič Konovnìcyn  – come Dochturov, un personaggio per il quale Tolstoj esprime la sua ammirazione per riconciliare il lettore con il fatto che la vittoriosa difesa della Russia non potrebbe essere raggiunta da coloro che sono riconosciuti dalla sola storia.
- Kozlòvskij – aiutante in campo del generale Kutuzov.
- Aline Kuràgina – moglie di Vasilij Kuragin; appare solo una volta nel romanzo.
- [Anatòlij] Vasìl’evič Kuràgin (Anatole) – figlio di Vasilij Kuragin. Ufficiale militare bello, irresponsabile, edonista. Seduce Nataša Rostova, tentando in seguito di fuggire con lei benché sia segretamente sposato, provocando la rottura del fidanzamento tra Nataša e il principe Andrej; viene ferito a Borodino.
- Elèna Vasìl’evna Kuràgina (Hélène) – figlia egoista di Vasili Kuragin. Più tardi contessa Bezuchova (moglie di Pierre Bezuchov), si diceva avesse una relazione con Fëdor Dolochov.
- Ippolìt Vasìl’evič Kuràgin (Hippolyte) – figlio di Vasilij Kuragin. Diplomatico da tutti reputato noioso, è il principale bersaglio dell'umorismo di Bilibin.
- Vasìlij Sergèevič Kuràgin – uomo egoista con una bassa opinione dei suoi figli ma cerca di promuovere i loro interessi. Convince Pierre Bezuchov a sposare sua figlia Hélène nonostante le riserve di questo. Manipolatore in tutto il romanzo, tenta costantemente di truffare Pierre.
- Michaìl Illariònovič Kutùzovv (1745-1813) – comandante in capo russo realmente esistito e presente in tutto il libro, assai celebre in patria. Esempio di un moderno mos maiorum, la sua diligenza e modestia alla fine riusciranno a trasformare la ritirata in vittoria per la Russia
- Màvra Kuzmìnišna – servitrice dei Rostov.

### L
- Louis Alexandre Andrault de Langéron (1763-1831) – nobile che lasciò la Francia, poi comandante dalla parte russa ad Austerlitz, dove le sue truppe furono decimate.
- Dominique-Jean Larrey (1766-1842) – chirurgo di Napoleone.
- Jacques Lauriston (1768-1828) – Il primo di due inviati inviati a Kutuzov da Napoleone nel tentativo di negoziare la pace.
- Làvruška – ladro, in seguito valletto di Nikolai Rostov.[22]  Viene catturato dai francesi e interrogato di fronte a Napoleone.
- Lazarëv – soldato del battaglione di Kozlòvskij, ricevette una medaglia da Napoleone.
- Lichačëv – un cosacco nella forza di guerriglia di Denisov.
- Lopùchin – un ospite a cena del principe Nikolaj Bolkonskij.
- Lorrain - Medico presente alla morte del conte Bezuchov.
- Lovaisky – hetman cosacco nonché quieto compagno di Denisov

### M
- Karl Mack von Leiberich (1752-1828) – generale austriaco. Sconfitto ad Ulma nel 1805.
- Magnìckij – socio di Speranskij, presidente del Comitato per i regolamenti dell'esercito.
- Makàrin – amico di Anatole Kuragin.
- Malàša – nipote di Andrew Savost’jànov; ha sei anni al momento della propria apparizione nel 1812.
- Anna Ignàt'evna Mal'vìnceva – zia della principessa Mar'ja Bolkonskaja da parte di sua madre, le cui abilità di contrattamento portano Nikolaj Rostov e Mar'ja ad incontrarsi e, in seguito, a mettersi insieme.
- Katerìna Semënovna Màmontova (Catiche) – una delle tre nipoti del conte Bezuchov. La più anziana delle "tre principesse"[23].
- Sòf'ja Semënovna Mamontova (Sophie) – una delle nipoti del conte Bezuchov. La più giovane delle "tre principesse".
- Matrëna Matvèevna – giovane zingara forse compagna di Fëdor Dolochov.
- Pelagèja Danìlovna Meljùkov – una vicina di casa del Rostov.
- Métivier – celebre medico francese nella Mosca del 1811.
- Michaud – colonnello russo che portò la notizia dell'abbandono di Mosca allo zar Alessandro.
- Michaìl Nikànoryč – lontano parente dei Rostov che vive vicino alla loro tenuta ad Otradnoe, anche chiamato zio.
- Michaìl Andrèevič Miloràdovič (1771-1825) – comandante di divisione ad Austerlitz, poi generale dopo il 1812; sconfigge i francesi a Vjaz'ma.
- Mìt'ka – cocchiere di Michail Nikanoryč e buon suonatore di balalaika.
- Morel – inserviente del Capitano Ramballe.
- Abbé Morio – Uno dei personaggi che compaiono all'inizio; spesso indicato solo come Abbé; basato sul sacerdote e scrittore italiano Scipione Piattoli.
- Mortemart – sorta di leader di una delle tre cerchie al ricevimento del capitolo III del volume I.[24]
- Georges Mouton (1770-1838) – primo generale francese autorevole ad accettare esplicitamente che la migliore politica fosse fuggire dalla Russia.
- Gioacchino Murat (1767-1815) – maresciallo francese, cognato di Napoleone, designato come il re di Napoli. Spalla destra di Napoleone nel 1812 a Borodino, ritirato a Tarutino.

### N
- Nastàs'ja Ivànovna - "vecchio buffone" travestito che vive con i Rostov nella loro tenuta a Otradnoe.
- Nesvìckij – ufficiale di stato maggiore russo.
- Michel Ney (1769-1815) – maresciallo francese, presente a Borodino.
- Nikolàj Nikolàevič Novosìl'cev (1761-1838) – statista russo e stretto collaboratore di Alessandro I.

### O
- Vasìlij Vasìl'evič Orlòv-Denìsov (1775-1843) – comandante dei cosacchi, il solo a raggiungere la posizione assegnata a Taratino. Le sue forze fecero ritirare Murat.
- Aleksàndr Ivànovič Osterman-Tolstòj (1770-1857) – presente in un concilio vicino a Mosca durante la ritirata d'inverno.

### P
- Màr'ja Ignàt'evna Perònskaja – amica e parente della contessa Natal'ja Rostova.
- Katerìna Petròvna – è la moglie del governatore di Voronež che aiuta a organizzare una riunione tra Nikolaj Rostov e Mar'ja Bolkonskaja[25].
- Karl Ludwig von Phull (1757-1826) – organizzatore tedesco del Piano russo nel 1812; superbo e sprezzante verso altri che si ripropongono il suo stesso obiettivo.
- Matvèj Ivànyč Platòv (1753-1818) – ufficiale nella cui divisione fu assegnato Nicholas Rostov.
- Prokòfij – cameriere in casa Rostov.

### R
- Nikolàj Nikolàevič Raèvskij (1771-1829) – generale russo al centro dell'azione a Borodino.
- Ramballe – capitano del 13º Reggimento Leggero, Cavaliere della Legion d'Onore, che incontra Pierre Bezuchov a Mosca. Si dimostra più debole dopo Krasnoe.
- Jean Rapp (1771-1821) – aiutante di Napoleone a Borodino.
- Répnin – comandante di squadriglia dell'esercito russo ad Austerlitz.
- Rastòpčin – governatore generale di Mosca. Storicamente il personaggio è esistito col nome di Fëdor Vasìl'evič Rostòpčin (1763-1826), di cui Rastopčin risulta una storpiatura.
- Il’ja Andrèič Rostòv (Elie) – padre ottimista spendaccione, simpatico ma sciocco. Distrugge la fortuna della famiglia Rostov. Muore nel 1813.
- Natàl’ja Rostòva – moglie del conte Il'ja.
- Natàl’ja Il'ìnična Rostòva (Nataša) – inizialmente ragazza romantica, si evolve attraverso prove e sofferenze, incluso il fidanzamento con il principe Andrej Bolkonskij che termina per la sua infedeltà. Alla morte di questo, trova la felicità domestica con Pierre Bezuchov.
- Nikolàj Il’ìč Rostòv – figlio maggiore dei Rostov; si arruola nell'esercito russo nel 1805. Alla fine sposa la principessa Mar'ja Bolkonskaja.
- Pëtr Il’ìč Rostòv (Pètja) – figlio più giovane dei Rostov. Divenuto un soldato, viene ucciso in un raid partigiano.
- Sòf'ja Aleksàndrovna Rostòva (Sòn'ja) – tra i protagonisti del romanzo, all'inizio ha 15 anni. Chiamata spesso "fiore sterile", è molto povera. Cugina orfana di Vera, Nikolai, Natasha e Petya Rostov. Sebbene sia innamorata del cugino Nikolai, verso la fine del romanzo lo lascia perché possa sposare la principessa Mar'ja.
- Vèra Il'ìnična Rostòva – la figlia maggiore dei Rostov, che alla fine sposa il tenente Berg.

### S
- Praskòv'ja Sàvišna – infermiera in casa Bolkonskij.
- Anna Pàvlovna Scherer – una ricca socialite di San Pietroburgo. Hostess nubile ed assidua frequentatrice del circolo patriottico[26].
- Johann Heinrich von Schmitt (1743-1805) – generale austriaco ucciso in battaglia a Krems, in cui Kutuzov ottenne una vittoria.
- Luìza Ivànovna Schoss – socia della famiglia Rostov.
- Šapovàlov – cosacco imbattuto nell'ala sinistra dell'esercito di Murat il 2 ottobre mentre inseguiva una lepre. L'inattività di cui fu testimone fu una prova sufficiente per sostenere la battaglia di Tarutino.
- Ščerbìnin – generale aiutante di Konovnicyn nel 1812.
- Pëtr Nikolàevič Šìnšin – parente della contessa Natal'ja Rostova. Famoso per l'umorismo pungente.
- Smol'jàninov – oratore massone.
- Michaìl Michàjlovič Sperànskij (1772-1839) – consigliere liberale dello zar, ma alla fine licenziato a causa delle idee conservatrici di Alessandro.
- Stevens – ufficiale di marina inglese, menzionato brevemente all'inizio del romanzo.
- Stolypin – associato di Speranskij.
- Suchtèlev – tenente nell'esercito russo ferito ad Austerlitz.

### T
- Semën Čekmàr' – cameriere del conte Il'ja Rostov.
- Teljànin – personaggio dello squadrone di Denisov all'inizio del romanzo. Riscosse una brutta opinione da parte della critica
- Fedòs'juška – pellegrina religiosa conoscente di Mar'ja Bolkonskaja.
- Tìchon Ščerbàtyj – contadino esploratore, associato ai partigiani di Denisov.
- Tìchon – servitore del vecchio Bolkonsky
- Timòchin – ufficiale con una predilezione per Bacco, valoroso in battaglia.
- Von Toll – aiutò Alessandro I a superare un fosso dopo la disfatta del centro russo ad Austerlitz. Nominato colonnello nel 1812.
- Tùšin – comandante di una divisione di quattro cannoni che ha combattuto valorosamente e con successo a Schoengraben. Perse un braccio a Friedland.
- Tutòlmin – diplomatico inviato da Napoleone da Mosca ad Alessandro a Pietroburgo.

### V
- Vereščàgin – commerciante di Mosca. Il figlio è accusato della ritirata di Mosca e della conseguente conquista francese.
- Pëtr Michàjlovič Volkònskij (1776-1852) - Consigliere dello zar nel 1812.
- Conte Vjazmitìnov (1744-1819)

### W
- Franz von Weyrother (1755-1806) – generale austriaco che sostituì Schmidt. Sviluppò il piano di attacco ad Austerlitz.
- Villàrskij – sponsor di Pierre, che gli consegna l'invito per entrare nella fraternità dei Massoni.
- Ferdinand von Wintzingerode (1770-1818) – nobile tedesco e ufficiale in diversi eserciti delle guerre napoleoniche.
- Ludwig von Wolzogen (1773-1845) – generale seguace del piano di Phull nel 1812.

### Y
- Jàkovlev – capitano portatore di un messaggio di Napoleone a Mosca e ad Alessandro a Pietroburgo.
- Aleksèj Petròvič Ermòlov (1777-1861) – generale russo presente a Bagration nel 1812. Condusse un attacco alla ritirata di Raevskij invasa dai francesi. Successivamente consigliò la ritirata da Fili che comportò l'abbandono di Mosca ai francesi.

### Z
- Zàchar  – cocchiere del conte Rostov.
- Zdržìnskij  – ufficiale dell'esercito russo nel 1812
- Žerkòv – burlone, è solito fare l'imitazione di un generale.
- Žilìnskij – ricco conte polacco presente agli accordi di Tilsit tra Napoleone ed Alessandro.